# Wendenkönig

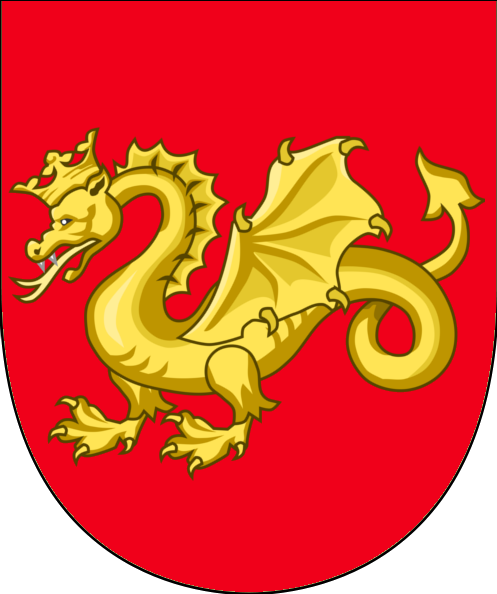
Wappen des Königs der Wenden, bis 1972 ein Bestandteil des dänischen Wappens

Der Wendenkönig oder König der Wenden ist die Bezeichnung für eine reale oder imaginäre Herrschergestalt der Westslawen. „König der Wenden“ war außerdem über Jahrhunderte einer der Titel der Könige von Dänemark (Vendernes konge, von etwa 1190 bis 1972) und Schweden (Venders konung, von 1540 bis 1973).

## Sagengestalt
Insbesondere in der sorbischen legendären Überlieferung spielt der Wendenkönig (Serbski kral) eine zentrale Rolle, mit ihm verbinden sich nostalgische Erinnerungen an die früh- und hochmittelalterliche Zeit der Eigenständigkeit und vage Hoffnungen auf eine Erneuerung der früheren Größe. Insbesondere in der Niederlausitz existieren hunderte von Sagen über den Serbski kral mit mehreren, vielfach wiederkehrenden Motiven über die Lage des sorbischen Volkes (anfängliche Siege und spätere Niederlagen gegen die Deutschen, die Christianisierung der Wenden, die zahlenmäßige Unterlegenheit gegenüber den Deutschen), über die Person des Wendenkönigs (als Magier, als Mann aus dem Volk, als Schurke oder auch als Lichtgestalt) und über sein legendäres Schloss, das in der Sage meistens in oder bei Burg (Spreewald) verortet wird.    
Auch in der deutschen Legende spielte der Wendenkönig jahrhundertelang eine Rolle, dort aber mit völlig anderer Bewertung, nämlich als heimlicher und für die deutsche Herrschaft potenziell gefährlicher Machthaber der Sorben (Wenden).

## Königstitel
Den Titel Vendernes konge, in der latinisierten Form Rex Vandalorum, König der Wandalen, trug als erster dänischer König Knut VI. ab etwa 1190, nachdem er als Sieger der Schlacht bei Waschow auch Herrscher über ein slawisch besiedeltes Gebiet in Pommern wurde. Die Dänen verloren dieses Gebiet zwar bald, aber der Titel blieb Teil des dänischen Königstitels, bis Margrethe II. ihn bei ihrer Thronbesteigung im Jahre 1972 ablegte. Als Schweden unter Gustav I. Wasa (wieder) selbständig wurde, übernahm der schwedische König den Titel. Carl XVI. Gustaf verzichtete bei seiner Thronbesteigung 1973 darauf.

## Weblink
- Artikel „Wendenkönig“ im Online-Lexikon Sorabicon